# Morgan Rielly
Morgan Frederick Rielly, född 9 mars 1994, är en kanadensisk professionell ishockeyback som spelar för Toronto Maple Leafs i National Hockey League (NHL).
Han har tidigare spelat för Toronto Marlies i American Hockey League (AHL) och Moose Jaw Warriors i Western Hockey League (WHL).
Rielly draftades av Toronto Maple Leafs i första rundan i 2012 års draft som femte spelare totalt.

## Statistik
| 2008–2009  | Notre Dame Hounds   | SMAAAHL    | 4   | 0  | 2   | 2   | 4   | —  | —  | —  | —  | —  |
| 2009–2010  | Notre Dame Hounds   | SMAAAHL    | 43  | 18 | 37  | 55  | 20  | 13 | 7  | 2  | 9  | 0  |
| 2010–2011  | Moose Jaw Warriors  | WHL        | 65  | 6  | 22  | 28  | 21  | 6  | 0  | 6  | 6  | 0  |
| 2011–2012  | Moose Jaw Warriors  | WHL        | 18  | 3  | 15  | 18  | 2   | 5  | 0  | 3  | 3  | 0  |
| 2012–2013  | Moose Jaw Warriors  | WHL        | 60  | 12 | 45  | 54  | 19  | —  | —  | —  | —  | —  |
|            | Toronto Marlies     | AHL        | 14  | 1  | 2   | 3   | 0   | 8  | 1  | 0  | 1  | 0  |
| 2013–2014  | Toronto Maple Leafs | NHL        | 73  | 2  | 25  | 27  | 12  | —  | —  | —  | —  | —  |
| 2014–2015  | Toronto Maple Leafs | NHL        | 81  | 8  | 21  | 29  | 14  | —  | —  | —  | —  | —  |
| 2015–2016  | Toronto Maple Leafs | NHL        | 82  | 9  | 27  | 36  | 28  | —  | —  | —  | —  | —  |
| 2016–2017  | Toronto Maple Leafs | NHL        | 76  | 6  | 21  | 27  | 21  | 6  | 1  | 4  | 5  | 2  |
| 2017–2018  | Toronto Maple Leafs | NHL        | 76  | 6  | 46  | 52  | 14  | 7  | 0  | 5  | 5  | 4  |
| 2018–2019  | Toronto Maple Leafs | NHL        | 82  | 20 | 52  | 72  | 14  | 7  | 1  | 4  | 5  | 0  |
| 2019–2020  | Toronto Maple Leafs | NHL        | 47  | 3  | 24  | 27  | 24  | 5  | 1  | 0  | 1  | 2  |
| 2020–2021  | Toronto Maple Leafs | NHL        | 55  | 5  | 30  | 35  | 14  | 7  | 1  | 2  | 3  | 0  |
| 2021–2022  | Toronto Maple Leafs | NHL        | 82  | 10 | 58  | 68  | 40  | 7  | 3  | 3  | 6  | 17 |
| 2022–2023  | Toronto Maple Leafs | NHL        | 65  | 4  | 37  | 41  | 21  | 11 | 4  | 8  | 12 | 6  |
| 2023–2024  | Toronto Maple Leafs | NHL        | 72  | 7  | 51  | 58  | 27  | 7  | 0  | 3  | 3  | 0  |
| 2024–2025  | Toronto Maple Leafs | NHL        | 50  | 5  | 17  | 22  | 17  | —  | —  | —  | —  | —  |
| NHL totalt | NHL totalt          | NHL totalt | 841 | 85 | 409 | 494 | 246 | 57 | 11 | 29 | 40 | 31 |
| WHL totalt | WHL totalt          | WHL totalt | 143 | 21 | 79  | 100 | 42  | 11 | 0  | 9  | 9  | 0  |

### Internationellt
| Källa: Uppdaterad: 2020-08-19 | Källa: Uppdaterad: 2020-08-19 | Källa: Uppdaterad: 2020-08-19 |         | Utv = Utvisningsminuter | Utv = Utvisningsminuter | Utv = Utvisningsminuter | Utv = Utvisningsminuter | Utv = Utvisningsminuter |
| År                            | Lag                           | Mästerskap                    | Matcher | Mål                     | Assists                 | Poäng                   | Utv                     |                         |
| ----------------------------- | ----------------------------- | ----------------------------- | ------- | ----------------------- | ----------------------- | ----------------------- | ----------------------- | ----------------------- |
| 2011                          | Kanada                        | U18                           | 7       | 2                       | 1                       | 3                       | 0                       |                         |
| 2012                          | Kanada                        | Ivan Hlinka                   | 5       | 1                       | 3                       | 4                       | 2                       |                         |
| 2013                          | Kanada                        | JVM                           | 6       | 1                       | 2                       | 3                       | 0                       |                         |
| 2014                          | Kanada                        | VM                            | 8       | 1                       | 2                       | 3                       | 0                       |                         |
| 2016                          | Kanada                        | VM                            | 10      | 1                       | 2                       | 3                       | 2                       |                         |
| 2016                          | Lag Nordamerika               | World Cup                     | 3       | 1                       | 1                       | 2                       | 0                       |                         |
| Junior totalt                 | Junior totalt                 | Junior totalt                 | 24      | 6                       | 9                       | 15                      | 6                       |                         |
| Senior totalt                 | Senior totalt                 | Senior totalt                 | 21      | 3                       | 5                       | 8                       | 2                       |                         |